# 貨物駅
貨物駅（かもつえき、英: goods station、freight stationあるいはgoods yard）とは、貨物列車に貨物を積み降ろしすることを目的とした鉄道駅である。
鉄道駅は線路の高さによって、地上駅、高架駅、地下駅といった区別ができるが、貨物駅の場合は地上駅が多い。
現在の取扱貨物は、大きさが統一された輸送コンテナ（以下、コンテナと略す）を用いるコンテナ輸送が鉄道貨物の主流となっているが、木材、石材、石炭などの荒荷、書物、ばら積み貨物、自走による自動車などの扱いも見られる。
コンテナは直方体のものが一般的であるが、液体の化石燃料や化学薬品などを輸送する場合は直方体状に組んだ鋼鉄製の骨組み内にタンクを有するタンクコンテナとなり、丸みを帯びた形となっている。
標準軌以上の軸幅を持つ軌道を走る貨物列車はISO規格の海上コンテナが用いられることが多く、国際的に見ても大部分がこれに相当するが、狭軌の軌道や、カーブ区間の多い軌道では独自の大きさのコンテナが用いられることもある。
なお商品の発送・引き取りが主ではなく、他の輸送手段への積み替え（インターモーダル輸送）が主な駅は、コンテナターミナル、コンテナステーションなどと呼ばれることもある。

## 場所と装備
工場や燃料基地が駅となっており、そこへ引き込み線を通じて直接乗り入れる列車では、貨車からコンテナを降ろさずに荷役を行う場合もある。そうでない場合は一般の貨物と同様に、フォークリフトやクレーンを用いてコンテナの荷役を行うための設備を有する。
また、船舶との連絡に重点を置いた貨物駅では、埠頭へ直接乗り入れることもあり、液体やばら積み貨物の場合は専用の荷役設備が見られる。
- スイス・チューリヒの貨物駅
- ドイツ・ザクセン＝アンハルト州・Königsbornの貨物駅
- 東ドイツ・ロストックの貨物駅（1986年）
- ロシア・ミチュリンスクの貨物駅
- 愛媛県新居浜市、新居浜駅
- 新潟県新潟市の新潟貨物ターミナル駅
- 姫路貨物駅にコンテナを積載した状態で進入するトレーラー

## 歴史
世界初の貨物駅は、1830年にイギリス・リバプール南部のドックに設置されたen:Park Lane railway goods stationだとされている。これはリバプール・アンド・マンチェスター鉄道の駅であり、リバプールの街から2kmほどのトンネルを通ってたどりつくターミナル駅であった。

## 荷役
荷役の場所や方法によって、以下の方式がある。
- "従来方式"は、貨物列車が貨物駅に到着後、いったん貨車を引込み線に移動させてから荷物の積み卸しを行う方式。駅構内での複雑な入換作業が必要となる。
- E&S方式というのは、着発線上に荷役ホームがあり、本線上の列車からコンテナを積卸しする方式。列車が駅に到着した直後に荷役作業を開始でき、作業終了後はそのまま発車でき、入替作業が無い分、大幅なリードタイム短縮とコスト削減が図れる。

### 着発線荷役方式
着発線荷役方式（ちゃくはつせんにやくほうしき）とは、貨物列車が発着する本線路（着発線）部分にコンテナホームを設けてコンテナの荷役作業を行う方式である。E&S（イー アンド エス、「Effective & Speedy Container Handling System」の略）方式ともいう。当初は電化区間の駅で採用されたことから、「架線下荷役」（かせんかにやく）とも呼ばれた。
架線に接触する恐れのある着発線ではフォークリフト・トップリフターなどでの荷役ができないため、着発線に到着した貨車をディーゼル機関車などの入換機関車で架線のない荷役線まで移動させて荷役作業を行い、荷役完了後に再び着発線へ戻し、本線牽引の機関車に連結する必要があった。しかし、従来の方法では車扱貨物の場合と同様の入換作業を必要とし、貨車が到着してから荷役作業を行うまでの時間や荷役作業が終了してから貨車が出発するまでの時間が長くなってしまう。そこで入換作業の効率化によるリードタイム短縮やコスト削減のため導入されたのがこの E&S 方式であり、中間駅においては荷役のための停車時間が最大約3時間短縮された。
着発線は操作により架線への送電を停止でき、非通電状態で架線を傷つけない E&S 方式対応のフォークリフトやトップリフターにより荷役を行う。架線の通電が停止すると架線柱などに取り付けられたランプが点滅し、荷役ができることを知らせるようになっている。
この方式は日本では1986年（昭和61年）11月1日のダイヤ改正にあわせ岐阜貨物ターミナル駅と新南陽駅の2駅で初めて採用され、2019年（令和元年）11月30日ダイヤ改正時点では30の貨物駅が E&S 方式となっている。将来的には40駅程度に導入される見込みである。なお、高架化に伴って移転予定の沼津駅での導入も予定されている。
従来の貨物駅を改造した E&S 採用駅の多くは、側線の荷役線で荷役作業を行う行き止まり式のコンテナホームも併設している。
日本の E&S 方式の駅
（採用順・2021年10月11日時点）
- 岐阜貨物ターミナル駅 （東海道本線）
- 新南陽駅 （山陽本線）
- 新富士駅 （根室本線）
- 八代駅 （鹿児島本線）
- 郡山貨物ターミナル駅 （東北本線）
- 新潟貨物ターミナル駅 （白新線）
- 富山貨物駅 （あいの風とやま鉄道線）
- 京都貨物駅 （東海道本線）
- 岡山貨物ターミナル駅 （山陽本線）
- 苫小牧貨物駅 （室蘭本線）
- 静岡貨物駅 （東海道本線）
- 秋田貨物駅 （奥羽本線）
- 姫路貨物駅 （山陽本線）
- 川崎貨物駅 （東海道貨物線）
- 広島貨物ターミナル駅 （山陽本線）
- 南長岡駅 （信越本線）
- 東室蘭駅 （室蘭本線）
- 高松貨物ターミナル駅 （予讃線）
- 八戸貨物駅 （青い森鉄道線）
- 安治川口駅 （桜島線）
- 土浦駅 （常磐線）
- 北九州貨物ターミナル駅 （鹿児島本線）
- 熊本駅 （鹿児島本線）
- 高岡貨物駅 （新湊線）

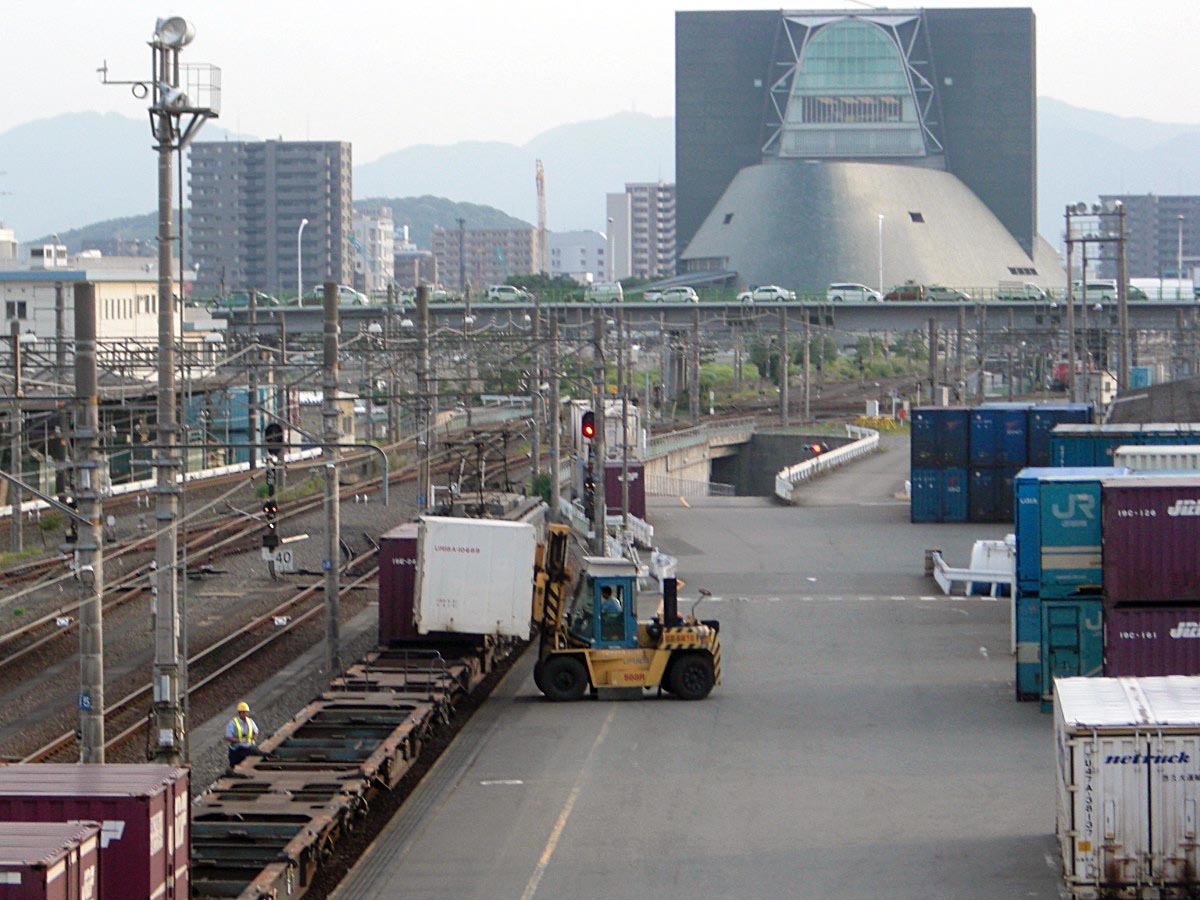
静岡貨物駅 着発荷役線での荷役作業。この写真でも分かるようにE&S方式は、本線上の列車からコンテナを積卸しできる。列車が駅に到着した直後に荷役作業を開始でき、作業終了後はそのまま発車でき、入替作業が無い分、大幅なリードタイム短縮とコスト削減が図れる。

- 金沢貨物ターミナル駅 （IRいしかわ鉄道線）
- 神戸貨物ターミナル駅 （山陽本線）
- 鳥栖貨物ターミナル駅 （鹿児島本線）
- 百済貨物ターミナル駅 （関西本線）
- 吹田貨物ターミナル駅 （東海道本線）
- 横浜羽沢駅 （東海道貨物線）
- 南福井駅 （ハピラインふくい線）

## 日本の貨物駅
かつて1980年には1,358の貨物駅が存在したが、1984年2月1日国鉄ダイヤ改正においてヤード集結型輸送が全廃されたことで、その7割は役目を終えて廃止されることとなった。

### 北海道
- 札幌貨物ターミナル駅
- 北旭川駅
- 北見駅
- 富良野駅
- 帯広貨物駅
- 釧路貨物駅
- 苫小牧貨物駅
- 東室蘭駅
- 函館貨物駅

### 東北
- 東青森駅
- 八戸貨物駅（八戸臨海鉄道）
- 北沼駅（八戸臨海鉄道）
- 盛岡貨物ターミナル駅
- 水沢駅
- 石巻港駅
- 陸前山王駅（仙台臨海鉄道）
- 仙台港駅（仙台臨海鉄道）
- 仙台北港駅（仙台臨海鉄道）
- 仙台埠頭駅（仙台臨海鉄道）
- 仙台西港駅（仙台臨海鉄道）
- 仙台貨物ターミナル駅
- 岩沼駅
- 郡山貨物ターミナル駅
- 泉駅（福島臨海鉄道）
- 小名浜駅（福島臨海鉄道）
- 大館駅
- 秋田貨物駅
- 酒田港駅

### 関東
- 宇都宮貨物ターミナル駅
- 東鷲宮駅
- 安中駅
- 倉賀野駅
- 岡部駅
- 熊谷貨物ターミナル駅
- 日立駅
- 土浦駅
- 鹿島サッカースタジアム駅（鹿島臨海鉄道）
- 神栖駅（鹿島臨海鉄道）
- 奥野谷浜駅（鹿島臨海鉄道）
- 蘇我駅（京葉臨海鉄道）
- 千葉貨物駅（京葉臨海鉄道）
- 京葉久保田駅（京葉臨海鉄道）
- 越中島貨物駅
- 隅田川駅
- 越谷貨物ターミナル駅
- 新座貨物ターミナル駅
- 拝島駅
- 梶ヶ谷貨物ターミナル駅
- 浜川崎駅
- 川崎貨物駅
- 千鳥町駅（神奈川臨海鉄道）
- 末広町駅（神奈川臨海鉄道）
- 浮島町駅（神奈川臨海鉄道）
- 東京貨物ターミナル駅
- 安善駅
- 八王子駅
- 根岸駅（神奈川臨海鉄道）
- 横浜本牧駅（神奈川臨海鉄道）
- 本牧埠頭駅（神奈川臨海鉄道）
- 横浜羽沢駅
- 相模貨物駅

### 甲信越
- 竜王駅
- 南松本駅
- 坂城駅
- 塩尻駅
- 北長野駅
- 黒井駅
- 南長岡駅
- 新潟貨物ターミナル駅
- 焼島駅

### 東海
- 沼津駅
- 富士駅
- 静岡貨物駅
- 西浜松駅
- 多治見駅
- 名古屋貨物ターミナル駅
- 半田埠頭駅（衣浦臨海鉄道）
- 東成岩駅（衣浦臨海鉄道）
- 名古屋南貨物駅（名古屋臨海鉄道）
- 東港駅（名古屋臨海鉄道）
- 笠寺駅（名古屋臨海鉄道）
- 東藤原駅（三岐鉄道）
- 富田駅（三岐鉄道）
- 塩浜駅
- 四日市駅
- 清洲駅
- 稲沢駅
- 岐阜貨物ターミナル駅
- 米原駅

### 北陸
- 速星駅
- 高岡貨物駅
- 富山貨物駅
- 南福井駅
- 金沢貨物ターミナル駅
- 敦賀駅
- 敦賀港駅

### 関西
- 京都貨物駅
- 吹田貨物ターミナル駅
- 大阪貨物ターミナル駅
- 百済貨物ターミナル駅
- 安治川口駅
- 神戸貨物ターミナル駅
- 姫路貨物駅

### 中国・四国
- 岡山貨物ターミナル駅
- 倉敷貨物ターミナル駅（水島臨海鉄道）
- 東水島駅（水島臨海鉄道）
- 東福山駅
- 岩国駅
- 広島貨物ターミナル駅
- 新南陽駅
- 宇部駅
- 下関駅
- 新下関駅
- 伯耆大山駅
- 高松貨物ターミナル駅
- 新居浜駅
- 伊予三島駅
- 松山貨物駅

### 九州
- 北九州貨物ターミナル駅
- 福岡貨物ターミナル駅
- 西大分駅
- 延岡駅
- 南延岡駅
- 鳥栖貨物ターミナル駅
- 鍋島駅
- 熊本駅
- 八代駅
- 川内駅
- 鹿児島貨物ターミナル駅

### ギャラリー
日本各地の貨物駅
- 梅田貨物駅 新3号貨物ホーム内部（1966年）
- 帯広貨物駅。
- 札幌貨物ターミナル駅の空撮写真（1976年）。
- 札幌貨物ターミナル駅の構内。DD51 1162号機が札タ入換運用中。
- 札幌貨物ターミナル駅構内で広告の表示に活用されているコンテナ。
- 新潟貨物ターミナル駅構内配線図。青色の線は本線（着発線を含む）、黒色の線は側線。一部の側線は省略。矢印の方向が列車の進入可能方向。
- 秋田貨物駅の入口。
- 越谷貨物ターミナル駅の入口。
- 神戸貨物ターミナル駅の周辺の鉄道配線図。
- 神戸貨物ターミナル駅の荷捌き施設とコンテナホーム。
- 神戸貨物ターミナル駅の駅舎。
- 倉敷貨物ターミナル駅の構内。
- 北九州貨物ターミナル駅への道。
- 北九州貨物ターミナル駅を支える施設群。
- 北九州貨物ターミナル駅の駅舎。
- 鹿児島貨物ターミナル駅。